# Leni (Vorname)
Leni ist ein überwiegend weiblicher Vorname.

## Herkunft und Bedeutung
Beim Namen Leni handelt es sich um eine deutsche Koseform von Lena bzw. Lene, oder um eine weibliche Variante von Leonard.
Im Hebräischen wird mit לָנִי lānî bzw. לְנִי lənî sowohl der deutsche Kosename Leni als auch die Kurzform Lenny wiedergegeben, weshalb der Name dort für beide Geschlechter verwendet wird. Zudem wird er im Hebräischen gelegentlich als Akronym zu לִי נָתַן יהוה lî nāṯan jhwh „JHWH hat mir gegeben“ gedeutet.

## Verbreitung
Der Name Leni wurde in Brasilien in den 1940er und 1950er Jahren gelegentlich vergeben. Besonders verbreitet war er dabei im durch deutsche Einwanderung geprägten Bundesstaat Rio Grande do Sul.
In Israel stieg der Name im Jahr 2018 in die Top-100 der beliebtesten Mädchennamen und ein Jahr später in die entsprechende Hitliste der Jungennamen auf. Im Jahr 2020 belegte er Rang 65 auf der Hitliste der beliebtesten Mädchennamen und Rang 90 der Jungennamen. Etwa 73 % der Namensträger sind weiblich.
In der Schweiz zählt Leni seit 2021 zu den 100 beliebtesten Mädchennamen und erreichte im Jahr 2022 Rang 92 der Hitliste.
Die Popularität des Namens nahm in Österreich ab Mitte der 2000er Jahre zu. Im Jahr 2005 erreichte er mit Rang 149 erstmals die Top-200 der Vornamenscharts. Bereits drei Jahre später trat er mit Rang 81 erstmals in die Hitliste der 100 beliebtesten Mädchennamen des Landes ein. Diese verließ er lediglich in den Jahren 2010 und 2011. Seine bislang höchste Platzierung in den Vornamenscharts erreichte der Name im Jahr 2021, als er Rang 48 belegte (Stand 2022).
Der Name Leni wurde in Deutschland bereits in den 1920er Jahren gelegentlich vergeben. Ab 2002 kam er wieder häufiger vor. Schließlich gelang dem Namen ein enormer Sprung aus dem letzten Viertel der Top-200 im Jahr 2004 auf Rang 35 im Jahr 2005. Dieser Boom steht möglicherweise in Zusammenhang mit der im Mai 2004 geborenen Leni Klum. Seitdem zählt der Name in zu den beliebtesten Mädchennamen Deutschlands. Laut Auswertung der GfdS, die etwa 90 % der beurkundeten Vornamen erfasst, konnte der Name Leni bislang (Stand 2024) keine Top-10-Platzierung erreichen.

## Varianten
Neben Leni existieren die weitaus selteneren Schreibweisen Leeni und Lenie. Im Hebräischen wird der Name לני lnj (לָנִי lānî bzw. לְנִי lənî) geschrieben.
Für weitere Varianten: siehe Lena (Vorname)#Varianten

## Namensträger
Als Rufname
- Leni Adams (* 1985), deutsche Schauspielerin
- Leni Arnold (* 1937), deutsche Archivarin
- Leni Behrendt (1894–1968), deutsche Schriftstellerin
- Leni Björklund (* 1944), schwedische sozialdemokratische Politikerin
- Leni Deschner (* 2006), deutsche Schauspielerin
- Leni Heitz-Frey (1928–1998), Schweizer Zeichenlehrerin, Malerin und Holzschneiderin
- Leni Hoffmann (* 1962), deutsche Künstlerin der Malerei und Installationen
- Leni Immer (1915–1998), deutsche Religionslehrerin und Pastorin
- Leni Larsen Kaurin (* 1981), norwegische Fußballspielerin
- Leni Klum (* 2004), deutsch-amerikanisches Model
- Leni Parker (* 1966), kanadische Schauspielerin
- Leni Robert (* 1936), Schweizer Politikerin (FDP, FL)
- Leni Ruwe (* 2004), deutsche Handballspielerin
- Leni Shida (* 1994), ugandische Leichtathletin
- Leni Statz (* 1929), deutsche Humoristin und Kinderstimmen-Imitatorin

Als Spitzname bzw. Künstlername
- Leni Alexander (1924–2005), chilenisch-deutsche Komponistin
- Leni Bauer-Ecsy (1909–1995), deutsche Bühnen- und Kostümbildnerin
- Leni Breymaier (* 1960), deutsche Gewerkschafterin und Politikerin (SPD)
- Leni Fischer (1935–2022), deutsche Pädagogin und Politikerin (CDU), MdB
- Leni Hofknecht (1929–2021), deutsche Weitspringerin
- Leni Junker (1905–1997), deutsche Leichtathletin
- Leni Lohmar (1914–2006), deutsche Schwimmerin
- Leni Matthaei (1873–1981), deutsche Textilkünstlerin
- Leni Oslob (1909–1949), deutsche Fechterin, deutsche Meisterin und Weltmeisterin
- Leni Riefenstahl (1902–2003), deutsche Filmregisseurin
- Leni Robredo (* 1964), philippinische Anwältin und Politikerin (Liberal)
- Leni Schmidt (1906–1985), deutsche Sprinterin
- Leni Stern (* 1952), deutsche Jazz-Gitarristin, -Sängerin und -Pianistin
- Leni Timmermann (1901–1992), deutsche Pianistin und Autorin
- Leni Wesselman (* 1985), deutsche Schauspielerin
- Leni Yahil (1912–2007), israelische Historikerin